# العسيلة (وادي الدواسر)
مركز العسيلة هو مركزٌ إداري تابعٌ لمحافظة وادي الدواسر في منطقة الرياض ، ويصنف من فئة (ب) ورمزه 1267.